# 中山特別
中山特別（なかやまとくべつ）は、日本中央競馬会が中山競馬場の芝2400mで施行していた中央競馬の重賞競走である。

## 概要
『中央競馬全競走成績集 【障害・廃止競走編】』には日本中央競馬会発足後の1954年（昭和29年）と1955年（昭和30年）の記録しかないが、1955年の競走結果には「第9回」と記載されている。
1954年、1955年ともに5歳（現4歳）以上のハンデキャップの重賞競走として行われている。1955年についてはクモハタ記念の勝馬はさらに2kg増とされた。
しかし1956年における中央競馬の番組改正により第9回競走をもって廃止された。1956年から同時期に中山グランプリ（現在の有馬記念）が創設されたが、競走条件が異なり、前身の競走とはされていない。
1着賞金は当時の金額で1954年が60万円、1955年が70万円だった。

## 歴史
- 1956年 第9回競走を最後に廃止。

### 歴代優勝馬
| 回数  | 施行日         | 競馬場 | 距離    | 優勝馬     | 性齢 | タイム   | 優勝騎手   | 管理調教師 | 馬主       |
| ----- | -------------- | ------ | ------- | ---------- | ---- | -------- | ---------- | ---------- | ---------- |
|       | 1954年12月19日 | 中山   | 芝2400m | タカオー   | 牡4  | 2:33 4/5 | 浅野武志   | 上村大治郎 | 高須銀次郎 |
| 第9回 | 1955年12月25日 | 中山   | 芝2400m | ヒデホマレ | 牡4  | 2:32 1/5 | 阿部正太郎 | 西塚十勝   | 小川満枝   |